# West Coast Computer Faire
West Coast Computer Faire var en årlig konference og udstilling for computerindustrien, oftest associeret med San Francisco, dets første og mest brugte udstillingssted. Det første show blev holdt i 1977 og var organiseret af Jim Warren og Bob Reiling. På den tid var dette det største computershow i verden, med henblik på at gøre den personlige computer mere populær i hjemmet. West Coast PC Faire blev lavet for at give et mere specialiseret show.
Apple holdt op med at udstille ved West Coast Computer Faire, og nægtede at udstille ved andre shows end COMDEX der også havde PC-baserede udstillinger. 
I 1983 solgte Warren rettighederne til showet for US$ 3 millioner til Prentice Hall, som senere solgte det til Sheldon Adelson, ejeren af Interface Group og COMDEX.
I alt blev 16 shows afholdt, med det sidste i 1991. Efter Jim Warren solgte showet havde det nogle få gode år, og gik derefter meget hurtigt ned ad bakke.

## Historie
Nogle omtaler det første show som fødslen for den personlige computer-industri. Det fandt sted fra den 16. til den 17. april 1977 i San Francisco Civic Auditorium & Brooks Hall, og inkluderede debuten af Commodore PET, præsenteret af Chuck Peddle, og Apple II, præsenteret af dengang 21-årige Steve Jobs og Steve Wozniak. På udstillingens første dag introducerede Jobs Apple II til en japansk kemiker ved navn Toshio Mizushima, der blev den første autoriserede Apple-forhandler i Japan. Der var omkring 180 udstillere, blandt dem Intel, MITS og Digital Research. Mere end 12.000 mennesker besøgte showet.
- Det 2. West Coast Computer Faire blev holdt 3. – 5. marts 1978 i San Jose Convention Center. Denne begivenhed havde den første microcomputer skakturnering nogensinde, vundet af Sargon.
- 3. show blev holdt 3. – 5. november 1978 i Los Angeles Convention Center.
- 4. show blev holdt i maj 1979 i Brooks Hall & Civic Auditorium i San Francisco. Dan Bricklin demonstrerede VisiCalc, det første regneark til personlige computere.
- 5. show blev holdt i marts 1980. Microsoft annoncerede deres første hardware-produkt, Z-80 SoftCard, som gjorde Apple II instand til at køre CP/M.
- 6. show blev holdt i April 1981, hvor Adam Osborne introducerede Osborne 1.
- 7. show blev holdt 19. – 21. marts 1982 i San Francisco. Det inkluderede introduktionen af det 5 MB Winchester disk drev til IBM PC, udviklet af Davong Systems. Dette års konference indeholdt også en foredragsrække om lørdagen, hvor ét af disse blev listet som:

```
P.C. — It's Impact on the MicroComputer Industry
 

Bill Gates, President
Microsoft
10800 N.E. 8th #819
Bellevue, WA 98004
```

Alle tilgængelige pladser for udstillinger var lejet ud, inklusive balkonen i Civic Auditorium, og gangen til toilettern i Brooks Hall (hvor Bob Wallace fra Quicksoft introducerede PC Write).
- 8. show blev holdt 18. – 20. marts 1983.

Alle efterfølgende shows blev holdt i Moscone Center i San Francisco.
Det 16. og sidste show blev holdt fra 30. maj til 2. juni 1991 i Moscone Center i San Francisco.